# Пятиугольное
Пятиугольное — упразднённое село в Кулундинском районе Алтайского края. Точная дата упразднения не установлена.

## География
Село располагалось в 14 км к юго-западу от посёлка Кулунда.

## История
Основано в 1910 году немецкими переселенцами из Причерноморья. До 1917 года менонитское село Троицкой волости Барнаульского уезда Томской губернии. Меннонитская община Гнаденталь. Численность населения по состоянию на 1926 год составляла 259 человек.